# Angola op de Paralympische Zomerspelen 2012
Angola deed op de Paralympische Zomerspelen 2012 voor de vijfde keer mee. Het Afrikaanse land werd door vier atleten vertegenwoordigd in Londen, allen uitkomend in het atletiektoernooi.
Jose Sayovo Armando won de allereerste bronzen medaille voor Angola ooit, wel had het land al in het verleden al driemaal goud en driemaal zilver gewonnen. Naast de bronzen medaille kwam er ook een gouden medaille voor Armando.

## Medailles
| Medaille | Naam                | Sport    | Onderdeel |
| -------- | ------------------- | -------- | --------- |
| Goud     | Jose Sayovo Armando | Atletiek | 400 m T11 |
| Brons    | Jose Sayovo Armando | Atletiek | 200 m T11 |

## Deelnemers en uitslagen
Legenda
- Q = Gekwalificeerd voor de volgende ronde
- q = Gekwalificeerd voor de volgende ronde als gevolg van tijdsnelste, of een van de tijdsnelsten
- AF = Afrikaans record
- SB = Beste seizoenstijd voor de atleet
- PB = Persoonlijk record

### Atletiek
Mannen
| Naam                                                        | Onderdeel | Resultaten                                                     |
| ----------------------------------------------------------- | --------- | -------------------------------------------------------------- |
| Jose Sayovo Armando (gids: Nicolau Palanca)                 | 100 m T11 | Finale: 11.36 (4e) Halve finale: 11.32 Q AF Series: 11.33 Q AF |
| Jose Sayovo Armando (gids: Nicolau Palanca)                 | 200 m T11 | Finale: 23.10 · Halve finale: 22.84 Q PB · Series: 23.07 q SB  |
| Jose Sayovo Armando (gids: Nicolau Palanca)                 | 400 m T11 | Finale: 50.75 PB · Series: 52.04 Q PB                          |
| Octavio Angelo Dos Santos (gids: Abel Pires Maquina Mariti) | 100 m T11 | Halve finale: 11.59 PB Series: 11.70 q PB                      |
| Octavio Angelo Dos Santos (gids: Abel Pires Maquina Mariti) | 200 m T11 | Series: 24.31 SB                                               |
| Octavio Angelo Dos Santos (gids: Abel Pires Maquina Mariti) | 400 m T11 | Series: 55.09 SB                                               |

Vrouwen
| Naam                                              | Onderdeel | Resultaten                                 |
| ------------------------------------------------- | --------- | ------------------------------------------ |
| Esperanca Gicaso (gids: Marcio Jose Fonseca Neto) | 100 m T11 | Series: 12.98 AF                           |
| Esperanca Gicaso (gids: Marcio Jose Fonseca Neto) | 200 m T11 | Series: 28.45 PB                           |
| Esperanca Gicaso (gids: Marcio Jose Fonseca Neto) | 400 m T11 | Series: 1:07.57 PB                         |
| Maria Gomes Da Silva (gids: Albano Pedro Zongo)   | 100 m T11 | Series: 13.57 PB                           |
| Maria Gomes Da Silva (gids: Albano Pedro Zongo)   | 200 m T11 | Halve finale: 27.71 Series: 27.60 q AF     |
| Maria Gomes Da Silva (gids: Albano Pedro Zongo)   | 400 m T11 | Halve finale: 1:02.20 Series: 1:01.78 q PB |

Afghanistan · Albanië · Algerije · Amerikaanse Maagdeneilanden · Andorra · Angola · Antigua en Barbuda · Argentinië · Armenië · Australië · Azerbeidzjan · Bahrein · Barbados · België · Belize · Benin · Bermuda · Bolivia · Bosnië en Herzegovina · Brazilië · Britse Maagdeneilanden · Brunei · Bulgarije · Burkina Faso · Burundi · Cambodja · Canada · Centraal-Afrikaanse Republiek · Chili · China · Chinees Taipei · Colombia · Comoren · Congo-Brazzaville · Congo-Kinshasa · Cookeilanden · Costa Rica · Cuba · Cyprus · Denemarken · Djibouti · Dominica · Dominicaanse Republiek · Duitsland · Ecuador · Egypte · El Salvador · Equatoriaal-Guinea · Eritrea · Estland · Ethiopië · Faeröer · Fiji · Filipijnen · Finland · Frankrijk · Gabon · Gambia · Georgië · Ghana · Grenada · Griekenland · Groot-Brittannië · Guam · Guatemala · Guinee · Guinee‑Bissau · Guyana · Haïti · Honduras · Hongarije · Hongkong · Ierland · IJsland · India · Indonesië · Irak · Iran · Israël · Italië · Ivoorkust · Jamaica · Japan · Jemen · Jordanië · Kaaimaneilanden · Kaapverdië · Kameroen · Kazachstan · Kenia · Kirgizië · Kiribati · Koeweit · Kroatië · Laos · Lesotho · Letland · Libanon · Liberia · Libië · Liechtenstein · Litouwen · Luxemburg · Macau · Macedonië · Madagaskar · Maldiven · Maleisië · Mali · Malta · Marshalleilanden · Marokko · Mauritanië · Mauritius · Mexico · Micronesia · Moldavië · Monaco · Mongolië · Montenegro · Mozambique · Myanmar · Namibië · Nauru · Nederland · Nepal · Nicaragua · Nieuw-Zeeland · Niger · Nigeria · Noord-Korea · Noorwegen · Oeganda · Oekraïne · Oezbekistan · Oman · Oostenrijk · Oost-Timor · Pakistan · Palau · Palestina · Panama · Papoea-Nieuw-Guinea · Paraguay · Peru · Polen · Portugal · Puerto Rico · Qatar · Roemenië · Rusland · Rwanda · Saint Kitts en Nevis · Saint Lucia · Saint Vincent en Grenadines · Salomonseilanden · Samoa · San Marino · Saoedi-Arabië · Senegal · Servië · Seychellen · Sierra Leone · Singapore · Slovenië · Slowakije · Soedan · Somalië · Spanje · Sri Lanka · Suriname · Swaziland · Syrië · Tadzjikistan · Tanzania · Thailand · Togo · Tonga · Trinidad en Tobago · Tsjaad · Tsjechië · Tunesië · Turkije · Turkmenistan · Tuvalu · Uruguay · Vanuatu · Venezuela · Verenigde Arabische Emiraten · Verenigde Staten · Vietnam · Wit-Rusland · Zambia · Zimbabwe · Zuid-Afrika · Zuid-Korea · Zweden · Zwitserland
Niet deelgenomen: Botswana · Malawi